# Funiculaire de Dresde
Le funiculaire de Dresde (en allemand : Standseilbahn Dresden) est un funiculaire sans conducteur situé à Dresde. Ouvert en octobre 1895 avec un fonctionnement à la vapeur, il est passé au fonctionnement électrique en 1909. Il relie près du pont appelé la "Blaues Wunder" le district de Loschwitz au district de Buehlau / Weisser Hirsch et il est géré par le service des transports de Dresde. Il a été emprunté par 350 000 passagers en 2014. Avec le chemin de fer suspendu de Dresde voisin, c'est l'un des deux chemins de fer à crémaillère de Dresde.

## Histoire

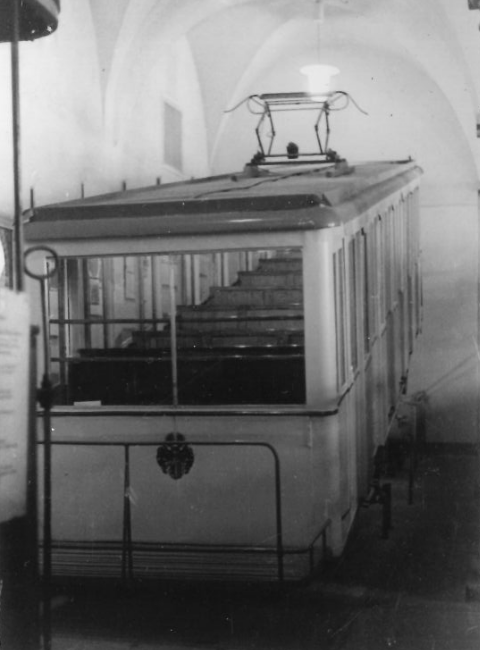
Funiculaire historique de 1934 au musée des transports de Dresde

En 1873, l'entrepreneur Ludwig Küntzelmann fit développer le premier projet de funiculaire entre la Körnerplatz à Loschwitz et le Weißer Hirsch, sur lequel il possédait de nombreuses propriétés. Comme seule une faible demande était attendue, Küntzelmann n'a pas obtenu de licence. 15 ans plus tard, Heinrich Lahmann a ouvert son sanatorium qui est ensuite devenu une station de renommée internationale. Les demandes renouvelées pour de meilleures liaisons de transport ont entraîné une nouvelle demande de licence par Ferdinand Dörfinger et Alfred Stössel en 1890. Le permis de construire a été accordé le 4 septembre 1893 .
Le funiculaire a ouvert en octobre 1895  avec fonctionnement à vapeur. Les coûts de construction s'élevaient à 800 000 marks . Au cours des cinq premières années d'exploitation, le chemin de fer a également effectué du trafic de marchandises. Il transportait du charbon et des matériaux de construction en montée et des matières fécales en descente, ces dernières n'étant autorisées que la nuit en raison de l'odeur désagréable. Il était également possible de transporter des chevaux et des bœufs ; les wagons de fret avaient un toit incurvé à cet effet.
En 1909, il est passé au fonctionnement électrique. En 1932, une caténaire fut installée sur le parcours, permettant l'éclairage et le chauffage électriques des véhicules. Le funiculaire a survécu à la Seconde Guerre mondiale sans dommages majeurs. En cas d'alerte à la bombe, le personnel conduisait les véhicules dans les tunnels. Par conséquent, ceux-ci sont restés intacts lors du raid aérien sur Dresde le 13 février 1945. La route a également été ouverte à la circulation après quelques jours.
Une rénovation générale a été nécessaire en 1978/79. Le transporteur, le Princess-Louisa-Tunnel et le viaduc ont été réparés. Le funiculaire est classé monument historique depuis 1984. Après la chute du Mur, l'ensemble du système ferroviaire est modernisé sous la houlette de l'entreprise générale Waagner-Biro. Les stations ainsi que les deux tunnels et le viaduc ont été rénovés et les équipements de parcours remplacés. Comme la nouvelle génération de voitures ne nécessitait plus de caténaire, elle a été démantelée. Le 22 octobre 1994  le funiculaire a recommencé à fonctionner après la reconstruction.
À l'occasion de son 125e anniversaire, l'installation est entièrement rénovée pendant environ un an de mi-juin 2020 à fin juin 2021. 

## Ligne
L'itinéraire à voie unique fait 547 m de longueur et a un écartement des rails de 1000 mm. La piste monte à une pente maximale de 29,8 % un dénivelé d'environ 95 m. 

## Exploitation
Le trajet en funiculaire dure cinq minutes. Les trajets ont lieu en semaine toutes les 15 minutes, le matin entre 6h30 et 8h00 toutes les 10 minutes. Les week-ends et jours fériés, les trajets ne démarrent que vers 9h.
Des révisions obligatoires ont lieu deux fois par an, pendant lesquelles le funiculaire est hors service pendant une à deux semaines à la fois. 

Le funiculaire en service
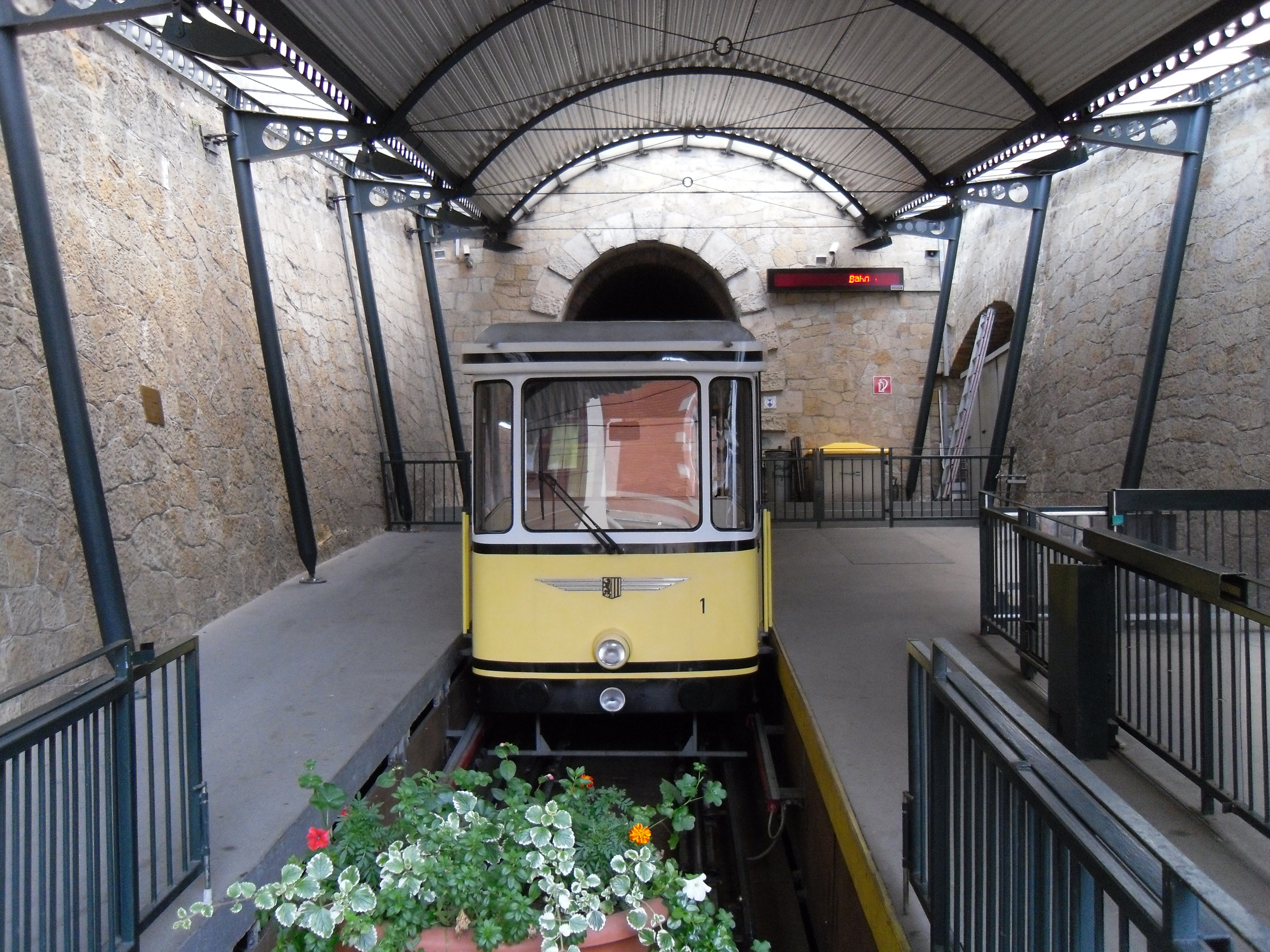
Bas.
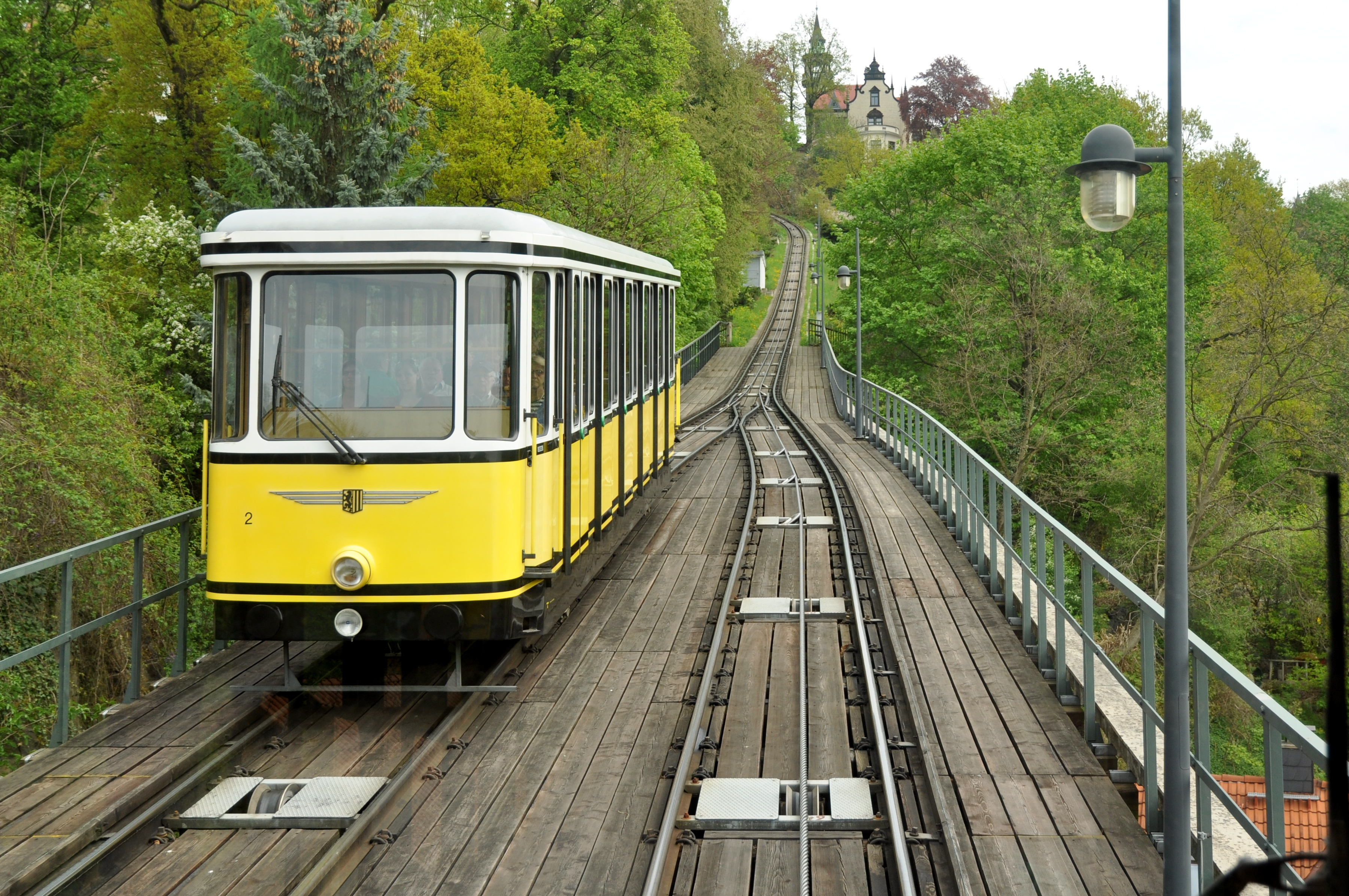
Croisement.
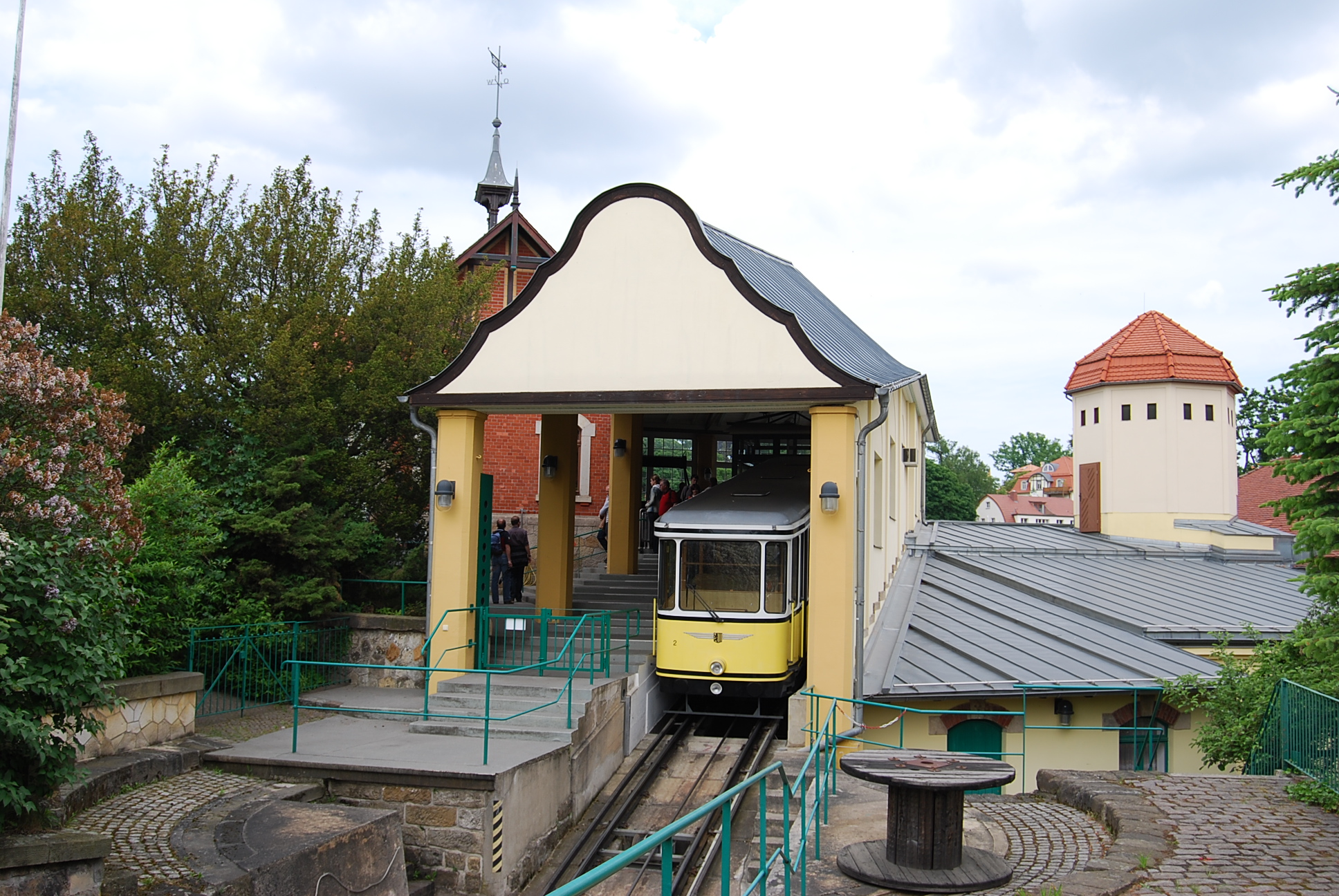
Haut.